# Kurumkanskij rajon
Il Kurumkanskij rajon (in russo Курумканский район?) è un municipal'nyj rajon della Repubblica autonoma di Buriazia, nella Siberia. Istituito nel 1944, occupa una superficie di 12.450 chilometri quadrati, ospita una popolazione di circa 15.343 abitanti ed ha come capoluogo Kurumkan.